# 風早ゆう希
風早 ゆう希（かざはや ゆうき）は、日本のバレエダンサー・子役・舞台女優。
1985年7月14日生まれ兵庫県芦屋市出身　東京育ち　B型
シティバレエ学校卒業後、東洋大学に通いながら学校付属のバレエ研究生としてフリーのバレエダンサーとなる。
2009年3月卒業、引退。
身長153cm　体重38kg（2008年現在公式blogより）
クラシックバレエを主に舞台で活躍する。
アニー、シンシア役。
1995年RAD national England　コンクール　2位
| スタブアイコン | サブスタブ | この項目は、まだ閲覧者の調べものの参照としては役立たない、俳優（男優・女優）に関連した書きかけの項目です。この項目を加筆・訂正などしてくださる協力者を求めています（P:映画/PJ芸能人）。 |